# Western Health
Western Health was tot april 2023 van de vier gezondheidsautoriteiten van de Canadese provincie Newfoundland en Labrador. De gezondheidsautoriteit was verantwoordelijk voor de openbare gezondheidszorg in het westelijke gedeelte van het eiland Newfoundland.
Het gebied dat onder Western Health viel telde bijna 78.000 inwoners (2016). De gezondheidsautoriteit had bij haar opheffing meer dan 3100 personeelsleden in dienst (met daarnaast 1600 vrijwilligers) die aan de slag waren in meer dan 40 zorginstellingen en in de verlening van thuiszorg.
In april 2022 maakte de provincieoverheid haar plannen bekend om de vier gezondheidsautoriteiten te fuseren tot een enkele gezondheidsautoriteit bevoegd voor de hele provincie. Op 1 april 2023 werd Western Health officieel opgeheven en werd het integraal deel van de nieuw gecreëerde Newfoundland and Labrador Health Services.

## Faciliteiten
Western Health overzag twee volledig uitgeruste ziekenhuizen en vier landelijke gezondheidscentra (rural health centres). De landelijke gezondheidscentra zijn relatief grote zorginstellingen die een breed scala aan zorg aanbieden, maar in tegenstelling tot ziekenhuizen geen complexe chirurgische of hooggespecialiseerde ingrepen uitvoeren. Anders dan de ziekenhuizen hebben ze daarentegen ook een afdeling langetermijnzorg. Daarnaast waren er vijf zorginstellingen die specifiek gericht zijn op langetermijnzorg. Drie ervan zijn klassieke rusthuizen met daarnaast één zorginstelling specifiek gericht op dementerende ouderen en één gericht op personen met een handicap en andere kwetsbare personen.
| - Sir Thomas Roddick Hospital (Stephenville) - Western Memorial Regional Hospital (Corner Brook) - Bonne Bay Health Centre (Norris Point) - Calder Health Centre (Burgeo) - Dr. Charles L. LeGrow Health Centre (Channel-Port aux Basques) - Rufus Guinchard Health Centre (Port Saunders) | - Bay St. George Long Term Care Centre (Stephenville Crossing) - Corner Brook Long Term Care Home (Corner Brook) - Protective Community Residences (Corner Brook) - Western Long Term Care Home (Corner Brook) - Emile Benoit House (Stephenville Crossing) |

### Medische klinieken
In 22 relatief grote en/of afgelegen dorpen bevinden zich zogenaamde medische klinieken (medical clinics), ook wel gezondheidshuizen (health homes) genoemd. Dit zijn kleinschalige instellingen die weinig gespecialiseerde zorg aanbieden en als personeel een arts en enkele verpleegkundigen in dienst hebben. Sommige medische klinieken hebben een permanent aanwezige arts, sommige hebben een bezoekende arts en nog andere hebben enkel verpleegsters in dienst. Naast basale eerstelijnszorg fungeren ze ook als spoedpost voor die gemeenschappen waar grotere zorgcentra te verafgelegen zijn om in potentiële spoedsituaties te bereiken. Vier van deze medische klinieken zijn zogenaamde travelling clinics ("reizende klinieken").
Verspreid doorheen de stad Corner Brook bevinden zich nog eens zeven medische klinieken. Daar fungeren ze voornamelijk als een wijkgezondheidscentrum of artsenpraktijk.
| - Cow Head Medical Clinic (Cow Head) - Daniel's Harbour Clinic (Daniel's Harbour) - Parson's Pond Clinic (Parson's Pond) - Ramea Health Home (Ramea) - Francois Health Home (Francois) - Grey River Health Home (Grey River) - Petites/La Poile Clinic (La Poile) - Rose Blanche Clinic (Rose Blanche) - Deer Lake Medical Clinic (Deer Lake) - Doyles Medical Clinic (Doyles) - Jeffrey's Medical Clinic (Jeffrey's) - Bay St. George Medical Clinic (Stephenville) - Cape St. George/Degras Medical Clinic (Cape St. George) - Lourdes Medical Clinic (Lourdes) - St. George's Medical Clinic (St. George's) | - Stephenville Community Clinic (Stephenville) - Stephenville Crossing Medical Clinic (Stephenville Crossing) - Trout River Medical Clinic (Trout River) - Woody Point Medical Clinic (Woody Point) - Hampden Clinic (Hampden) - Jackson's Arm Clinic (Jackson's Arm) - Pollard's Point Clinic (Pollard's Point) Corner Brook - Western Memorial Health Clinic - Medical Consultants of Western Newfoundland - Crestview Medical Clinic - Murray Clinic - West Coast Medical Clinic - Doctors at City Pharmacy - Doctors in the Goodhouse Building |

### Gespecialiseerde faciliteiten
In Stephenville bevindt zich de specifiek op tandheelkunde gerichte Queen Street Medical Dental Clinic. In Corner Brook bevinden zich daarnaast het Humberwood Centre (een ontwenningskliniek) en de op oogheelkunde gerichte Eye Care Clinic (in hetzelfde gebouw als de Western Memorial Health Clinic).

## Andere diensten
Naast zorg in zorginstellingen bood Western Health de inwoners van West-Newfoundland ook andere vormen van zorg. HealthLine is een gratis hulplijn met verpleegsters die mensen telefonisch bijstaan met sommige medische vragen. Via HealthLine kan er ook gratis gesproken worden met een diëtist. Western Health bood ook een breed scala aan thuiszorg. Die kan gaan om puur medische zorg door gecertificeerde thuisverpleging, maar ook om thuishulp aangeboden door maatschappelijk werkers.